# Diaea papuana
Diaea papuana är en spindelart som beskrevs av Kulczynski 1911. Diaea papuana ingår i släktet Diaea och familjen krabbspindlar. Inga underarter finns listade i Catalogue of Life.